# Geuceu Kayee Jato
Geuceu Kayee Jato is een bestuurslaag in het regentschap Banda Aceh van de provincie Atjeh, Indonesië. Geuceu Kayee Jato telt 1466 inwoners (volkstelling 2010).